# Pioneer (sång)
Pioneer är en låt framförd av sångaren Freddie.
Låten är Ungerns bidrag till Eurovision Song Contest 2016 i Stockholm. Den framfördes i den första semifinalen i Globen den 10 maj 2016.

## Komposition och utgivning
Låtens musik är komponerad av Zé Szabó medan låttexten är skriven av Borbála Csarnai. Den är även producerad av Szabó. Låten släpptes som singel för digital nedladdning den 30 december 2015 utgiven av Mistral Music.
"Pioneer" debuterade på fjortonde plats på den ungerska singellistan den 24 januari 2016. Den låg bara en vecka på listan men återvände igen den 21 februari 2016. Den nådde första plats följande vecka den 28 februari, och har totalt legat fem veckor på topp-40-listan.

## Listplaceringar
| Lista (2016)                  | Topplacering |
| ----------------------------- | ------------ |
| Ungern (Mahasz Single Top 40) | 1            |